# Ramsayornis
Ramsayornis is een geslacht van zangvogels uit de familie honingeters (Meliphagidae).

## Soorten
De volgende soorten zijn bij het geslacht ingedeeld:
- Ramsayornis fasciatus – Sperwerhoningeter
- Ramsayornis modestus – Bruinwitte honingeter